# Marian Ambroziak
Marian Jan Ambroziak (ur. 14 sierpnia 1960 w Płocku) – polski wiceadmirał.

## Wykształcenie
Absolwent Wyższej Szkoły Marynarki Wojennej z 1985 roku. Ukończył podyplomowe Studia Dowódczo – Sztabowe w Bracknell (1998) oraz podyplomowe Studia Polityki Obronnej w Akademii Obrony Narodowej (2008).

## Służba wojskowa
Po studiach od 1985 roku pełnił służbę w 9 Flotylli Obrony Wybrzeża w 11 dywizjonie ścigaczy, na stanowiskach od dowódcy działu do zastępcy dowódcy okrętu.
Od 1990 do 1996 dowódca korwety ORP „Kaszub” (od 1990 do 1991 w Kaszubskim dywizjonie okrętów pogranicza).
Od 1996 w Sztabie Marynarki Wojennej na stanowiskach starszego oficera, a następnie szefa wydziału w Oddziale Operacyjnym.
W 1999 roku skierowany do USA celem odbioru fregaty – dowodził fregatą rakietową ORP „Gen. K. Pułaski” do 2003 roku.
Od 2003 roku zastępca dowódcy, a następnie dowódca 31 dywizjonu okrętów rakietowych.
Od 2004 do 2007 dowódca dywizjonu okrętów zwalczania okrętów podwodnych.
Od 2007 w Sztabie Marynarki Wojennej na stanowisku Szefa Oddziału – Zastępcy Szefa Zarządu N-3, a od 1 lipca 2008 roku Szef Szkolenia Morskiego – zastępca Szefa Szkolenia Marynarki Wojennej.
Od 1 czerwca 2009 do 10 czerwca 2012 asystent szefa Sztabu Generalnego Wojska Polskiego ds. Marynarki Wojennej.
Od 11 czerwca 2012 dowódca do 30 grudnia 2013 3. Flotylli Okrętów.
Od 30 grudnia 2013 Zastępca Szefa Inspektoratu/Szef Zarządu Morskiego w DG RSZ.
1.11.2014-4.03.2016 Inspektor Marynarki Wojennej.

## Awanse
- kontradmirał – 2009[4]
- wiceadmirał – 1 sierpnia 2015[5]

## Odznaczenia
- Srebrny Krzyż Zasługi – 2002[6]
- Brązowy Krzyż Zasługi – 1996[7]
- Morski Krzyż Zasługi – 2011[8]
- Złoty Medal „Siły Zbrojne w Służbie Ojczyzny”
- Srebrny Medal „Siły Zbrojne w Służbie Ojczyzny”
- Brązowy Medal „Siły Zbrojne w Służbie Ojczyzny”
- Złoty Medal „Za zasługi dla obronności kraju”
- Odznaka honorowa "Dowódcy Okrętu Marynarki Wojennej"
- Odznaka okolicznościowa Marynarza Jednostek Pływających I Klasy (Złota)
- Odznaka absolwenta Wyższej Szkoły Marynarki Wojennej
- Odznaka „Za Wybitne Zasługi dla ZKRPiBWP” – 2013[9]